# مرغن إسماعيل كندي
مرغن إسماعيل‌ كندي هي قرية في مقاطعة شوط‌، إيران. عدد سكان هذه القرية هو 416 في سنة 2006.